# Negative Theater
Negative Theater è il quarto album di Ric Ocasek, pubblicato nel 1993 dall'etichetta discografica Reprise Records.
L'album fu pubblicato nel settembre 1993 negli Stati Uniti col titolo Quick Change World, e il mese successivo in Europa, con otto tracce aggiuntive e col titolo Negative Theater.

## Tracce
1. I Still Believe (Ric Ocasek)*
2. Come Alive (Ocasek)*
3. Quick Change World (Ocasek)*
4. Ride with Duce (Ocasek)
5. What's on TV (Ocasek)*
6. Shake a Little Nervous (Ocasek)
7. Hopped Up (Ocasek)*
8. Take Me Silver (Ocasek)
9. Telephone Again (Ocasek)*
10. Race to Nowhere (Ocasek)
11. Help Me Find America (Ocasek)*
12. Who Do I Pay (Ocasek)
13. Wait for Fate (Ocasek)
14. What is Time (Ocasek)
15. Fade Away (Ocasek)

* = tracce pubblicate nell'album Quick Change World, solo negli USA.